# Taylor Griffin
Taylor Griffin (Oklahoma City, 18 aprile 1986) è un ex cestista statunitense, professionista nella NBA e in Italia.

## Carriera
Dopo aver frequentato la Oklahoma Christian School, al college ha giocato come ala grande per gli Oklahoma Sooners e durante il suo anno da Senior ha avuto una media di 9,6 punti, 5,8 rimbalzi e 1,3 palle rubate con il 53,6% dal campo e il 35,7% da tre punti. Nel draft NBA 2009, viene selezionato come 48ª scelta assoluta dai Phoenix Suns. Successivamente passa in prestito agli Iowa Energy per la restante parte della stagione. Dopo un passaggio in Europa (al Liège Basket) torna nella seconda lega americana militando nei Santa Cruz Warriors vincendo il campionato NBDL. Nell'estate del 2015 si trasferisce nuovamente in Europa per giocare con la Pallacanestro Trapani.

## Vita privata
Taylor è il fratello maggiore di Blake Griffin.

## Palmarès
- Campione NBDL (2015)